# الأكاديمية الحديثة للدراسات المهنية
الأكاديمية الحديثة للدراسات المهنية هي مؤسسة تعليمية خاصة تقع في ماليه جزر المالديف.

## تاريخ
تأسست الكلية في عام 1999، ومنحت المركز الجامعي في عام 2011. وهي توفر دورات بعد الثانوية في مجال المحاسبة والتمويل والإدارة والضيافة والتكنولوجيا. في عام 2011 انتقلت المؤسسة إلى حرم جامعي جديد.

## وصلات خارجية
- الموقع الرسمي
- ملخص الصفحة
- الثانوية
- الخرائط فريق المتنافسة في المتدربين تظهروطني برامج تلفزيون الواقع حول التسويق